# Джонс, Брэндон (актёр)
Брэндон Джонс (англ. Brandon Jones; род. 7 мая 1988) — американский актёр, музыкант и продюсер, наиболее известный по ролям Лиама в сериале «Обмани меня», Чарли Рассела в телесериале «C.S.I.: Место преступления», Лиама Олмстеда в сериале «Фостеры» и Эндрю Кэмпбелла в сериале «Милые обманщицы».